# Mykola Ischenko
Mykola Anatoliyovych Ishchenko - em ucraniano, Микола Анатолійович Іщенко (Kiev, 9 de Março de 1983) é um jogador ucraniano de futebol. Seu atual clube é o FC Illichivets, por empréstimo pelo Shakhtar Donetsk.
Nos tempos de URSS, seu nome era russificado para Nikolay Anatolyevich Ishchenko (Николай Анатольевич Ищенко, em russo).